# Super Smash Bros. (seria)
Super Smash Bros. (大乱闘スマッシュブラザーズ, Dairantō Sumasshu Burazāzu, Great Melee Smash Brothers) – seria bijatyk wydana przez Nintendo, w której występują postacie z wielu gier komputerowych. Seria powstała w 1999 roku kiedy to na konsolę Nintendo 64 została wydana gra Super Smash Bros. Kontynuacja gry, Super Smash Bros. Melee z 2001 roku, odniosła jeszcze większy sukces, uzyskując tytuł najlepiej sprzedającej się gry na konsolę GameCube. Trzecia odsłona serii – Super Smash Bros. Brawl, wydana została na konsolę Wii 31 stycznia 2008 w Japonii i 9 marca w Północnej Ameryce. W Europie gra ukazała się 27 czerwca. Producentem dwóch pierwszych gier było HAL Laboratory, natomiast trzeciej Sora Ltd. W 2014 zostały wydane dwa bliźniacze tytuły – Super Smash Bros. for Nintendo 3DS i Super Smash Bros. for Wii U. 7 grudnia 2018 na konsolę Nintendo Switch ukazała się kolejna gra z serii – Super Smash Bros. Ultimate.

## Gry z serii
- Super Smash Bros. (Nintendo 64)
- Super Smash Bros. Melee (GameCube)
- Super Smash Bros. Brawl (Wii)
- Super Smash Bros. for Nintendo 3DS(inne języki) (Nintendo 3DS)
- Super Smash Bros. for Wii U(inne języki) (Wii U)
- Super Smash Bros. Ultimate (Nintendo Switch, Nintendo Switch 2)